# Castromil (empresa)
Castromil S. A. fue una empresa gallega de transporte de pasajeros por carretera cuya sede estuvo en Santiago de Compostela. Fue fundada en el año 1917 como una Sociedad Limitada por Evaristo Castromil Otero. 
El 2 de julio de 1918 se puso en circulación el primer autocar de la empresa con capacidad para 14 pasajeros que ofrecía el servicio entre Santiago y Pontevedra, a la que un año más tarde se uniría la línea Santiago-La Coruña. La empresa tuvo un rápido crecimiento y un año después adquiría la empresa de transportes La Regional, fundada en 1906 por Antonio Sanjurjo Badía. Esta fue la primera empresa que desbancó a las antiguas diligencias, que en 1919 pasaría a dejar a Castromil como la más fuerte empresa dedicada al transporte en Galicia.
En 2001 fue vendida a Monbus, quien mantuvo la razón social mercantil a cambio de siete mil millones de pesetas (42.070.847 euros al cambio), así como los colores corporativos. La empresa lucense de transporte se convirtió así en la más grande del sector gallego, en detrimento de la ya extinta Castromil. Los contratos de concesión son aplicados a dicha razón social, Castromil S. A., al igual que otras como Empresa Monforte S. A., por citar alguna otra, todas bajo propiedad del grupo Monbús.

## Historia
Evaristo Castromil, hasta entonces trabajador en la banca en Olimpio Pérez e Hijos -precursor del Banco Gallego-, junto a su hermano Manuel Castromil, quien era el responsable de la primera sucursal abierta en Villagarcía de Arosa en 1910, entró en el negocio de la automoción obteniendo la representación exclusiva para toda Galicia de una empresa norteamericana de automóviles, Mitchel Automotive.
En 1917 funda lo que más tarde sería Castromil, con sede en Santiago de Compostela. Inició el negocio de transporte de pasajeros y mercancías con seis autocares Saurer, fabricados en Alemania. La ciudad ya tenía línea de ferrocarril con Vigo, Pontevedra y Portugal pero no así con las localidades del interior ni con La Coruña motivo por el cual tuvo un rápido crecimiento.
En enero de 1919 empezó a ofrecer servicios diarios entre Santiago y La Coruña, en una época en la que en los comienzos del transporte por carretera había varias empresas cubriendo las mismas rutas, por lo que competían entre ellas. Castromil ofrecía ya en 1918 el recorrido entre Santiago y Pontevedra, su primera ruta, en una duración de dos horas a cambio de 7,60 pesetas de la época. El 4 de julio de 1924 se promulgó la Real Orden por la que se regularon los servicios de pasajeros y mensajería. Por el mismo, solo se permitía que hubiera una empresa como encargada de ofrecer el servicio por línea. Castromil se hizo con las concesiones de las rutas que ya hacía. En 1928 tenía en exclusividad las rutas con La Coruña, Santiago de Compostela, Caldas de Reyes, Pontevedra y Vigo, las más importantes de Galicia, y en 1929 se convirtió en 1929 en sociedad anónima, aunque sin perder el carácter familiar, conservando el 70% del accionariado. Algunos de los autobuses podían llevar carga sobre el techo mientras que otros tenían asientos de madera para los pasajeros, también en invierno. Las líneas ofrecían billetes de primera, segunda y tercera categoría. Asimismo, la empresa completaba la oferta de transporte de pasajeros con el transporte de mensajería y cada viajero pagaba un suplemento por los paquetes que llevase. La empresa fue creciendo, pero también lo hizo la competencia. El negocio del transporte en Galicia estaba muy dividido en empresas pequeñas muy focalizadas geográficamente.
En 1969 murió Evaristo Castromil, por lo que su hijo Ramón Castromil Casal siguió con la empresa familiar a la que accedió a su presidencia en 1933 mientas Evaristo siguió desempeñando el cargo de consejero delegado. Durante esa época, la empresa contaba con 50 autocares, estrena líneas con Madrid, Valencia y Barcelona y expande su alcance llegando hasta Buenos Aires. Finalmente su nieto Ramón Castromil Ventureira, siguiendo con la tradición familiar, accedió a la presidencia de la misma en el año 1977.
En los años 90 ya solo quedaban grandes grupos como IASA o Monbus en la competencia tras haber adquirido Castromil las compañías Auto Industrial, Alborés, Águila Sande, Avelino Garrido y Villalón. Castromil potenció su imagen de marca con numerosas estrategias comerciales entre las que destacaban el uso de autobuses modernos (de la marca Scania) bien rotulados y poniéndoles nombres de personajes gallegos ilustres como Rosalía de Castro, Otero Pedrayo, Castelao o Luis Seoane entre otros, a la vez que mejoraban el trato con los viajeros repartiéndoles en cada trayecto unos cuentos de viaje titulados «Contos do Castromil». La empresa contó además con una página web en internet en la que ofrecía el alquiler de sus autobuses.
Finalmente la empresa de transportes Grupo Monbus compró Castromil S. A. en 2002, cuando la empresa tenía cerca de 200 autobuses bajo la dirección de Javier Castromil Ventureira, también nieto del fundador, a la que accedió en 1994. Durante un tiempo se mantuvo la marca en las carreteras gallegas bajo Castromil (Monbus), hasta que fue trasladada su sede a Lugo bajo el nombre de la nueva empresa.

## Presidentes
- Evaristo Castromil Otero, fundador (1917-33)
- Ramón Castromil Casal, (1933-77)
- Ramón Castromil Ventureira, (1977-94)
- Javier Castromil Ventureira, (1994-02)